# تاريخ علم تصنيف النبات

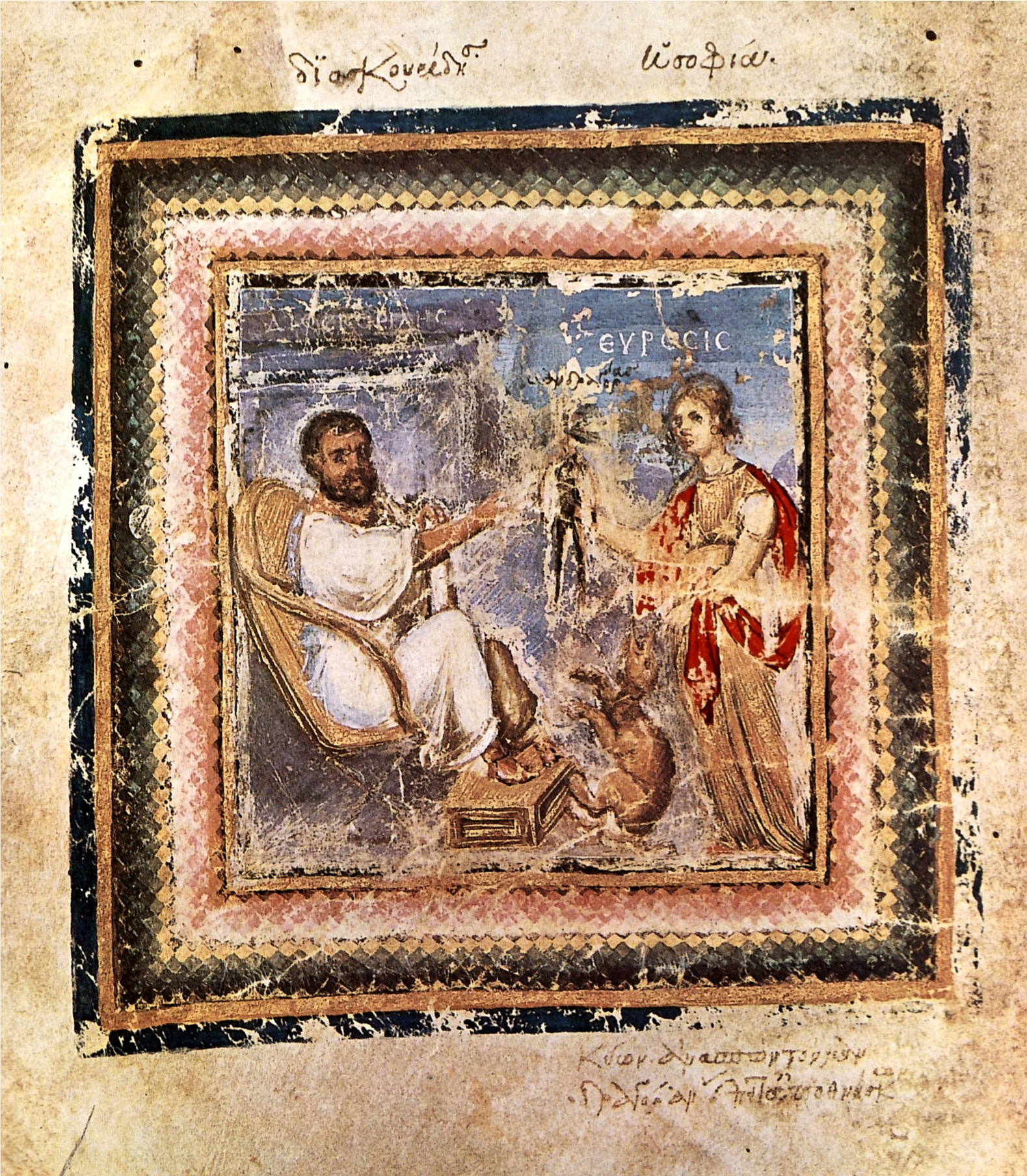
تعد مخطوطة فيينا ديوسكوريدس لكتاب De Materia Medica ، التي تعود إلى أوائل القرن السادس، واحدة من أقدم كتب الأعشاب الموجودة على الإطلاق. كتب ديسقوريدوس الكتاب بين عامي 50 و 60 م.

يمتد تاريخ تقسيم النبات - التصنيف البيولوجي للنباتات - من أعمال الإغريق القدماء إلى علماء الأحياء التطورية المعاصرين. نشأ علم تصنيف النبات كعلم ببطء شديد، حيث كان يُنظر إلى المعارف النباتية المبكرة عادةً على أنها جزء من دراسة الطب. وفي وقت لاحق، دُفع التصنيف والوصف من قبل التاريخ الطبيعي واللاهوت الطبيعي. وحتى ظهور نظرية التطور، كان التصنيف بأكمله تقريبًا يعتمد على سلم الطبيعة. شهد احتراف علم النبات في القرنين الثامن عشر والتاسع عشر تحولًا نحو أساليب تصنيف أكثر شمولية، تستند في النهاية إلى العلاقات التطورية.

## العصور القديمة
في العصور القديمة، كتب ثاوفرسطس (372-287 قبل الميلاد)، وهو فيلسوف مشائي وتلميذ لأرسطو في اليونان القديمة، كتاب "تاريخ النبات" (Historia Plantarum)، وهو أقدم أطروحة باقية عن النباتات، حيث قام بإدراج أسماء لأكثر من 500 نوع نباتي. لم يقدم ثاوفرسطس نظام تصنيف رسمي، بل اعتمد على التجمعات الشائعة لتصنيفات العامة التي تجمع بين خصائص النمو والشكل: شجرة، شجيرة، شجيرة أرضية، أو عشبة.
أما كتاب "المقالات الخمس" (De Materia Medica) لديسقوريدوس، فكان موسوعة مبكرة مهمة لوصف النباتات (أكثر من خمسمائة)، حيث صنف النباتات بشكل رئيسي حسب تأثيراتها الطبية.

## القرون الوسطى
أرسل الإمبراطور البيزنطي قسطنطين السابع نسخة من دستور الأدوية لديسقوريدوس طبيب إغريقي إلى الخليفة الأموي عبد الرحمن الثالث الذي حكم قرطبة في القرن التاسع، كما أرسل الراهب نقولا لترجمة الكتاب إلى اللغة العربية. لقد ظل قيد الاستخدام منذ نشره في القرن الأول الميلادي وحتى القرن السادس عشر، مما يجعله من أهم الأعشاب الطبية على مدار العصور الوسطى. تختلف معايير التصنيف في نصوص القرون الوسطى عما هو مستخدم اليوم. عادة ما تُجمع النباتات ذات المظهر الخارجي المتشابه تحت نفس الاسم التصنيفي، على الرغم من اعتبارها مختلفة في التصنيف الحديث.
يعتبر عمل أبو الخيّر النباتي النص النباتي الأندلسي الأكثر اكتمالا المعروف لدى العلماء المعاصرين. يشتهر بوصفاته التفصيلية لشكل النبات وفينولجيته.

## الفترة الحديثة الأولى
في القرن السادس عشر، ساعدت أعمال أوتو برونفلس، وهيروينيموس بوك، وليونهارت فوكس على إحياء الاهتمام بالتاريخ الطبيعي بناءً على الملاحظة المباشرة. على وجه الخصوص، أدرج بوك معلومات عن البيئة ودورة حياة النبات في وصفه. ومع تدفق الأنواع الغريبة في عصر الاستكشاف، توسع عدد الأنواع المعروفة بسرعة، لكن معظم المؤلفين كانوا أكثر اهتمامًا بالخصائص الطبية للنباتات الفردية من نظام تصنيف شامل. تشمل الكتب البارزة الأخرى من عصر النهضة أعمال غاسبار بوهان وأندرياس سيسالبينو. وصف بوهان أكثر من 6000 نبات، قام بترتيبها في 12 كتابًا و 72 قسمًا بناءً على مجموعة واسعة من الخصائص المشتركة. استند سيسالبينو في نظامه إلى بنية أعضاء الإثمار، باستخدام التقنية الأرسطوطالية للتقسيم المنطقي.
في أواخر القرن السابع عشر، كانت أنظمة التصنيف الأكثر تأثيرًا هي تلك التي وضعها عالم النبات الإنجليزي وعالم اللاهوت الطبيعي جون ري وعالم النبات الفرنسي جوزيف بيتون دو تورنفور. يُنسب إلى ري، الذي أدرج أكثر من 18000 نوع من النباتات في أعماله، إنشاء تقسيم أحاديات الفلقات/ثنائيات الفلقات، ولا تزال بعض مجموعاته - الخردل، والنعناع، والبقوليات، والحبوب - قائمة حتى اليوم (وإن كان ذلك تحت أسماء عائلات حديثة). استخدم تورنفور نظامًا صناعيًا يعتمد على التقسيم المنطقي والذي انتشر استخدامه بشكل كبير في فرنسا وأجزاء أخرى من أوروبا حتى زمن العالم لينيوس.
الكتاب الذي كان له تأثير كبير على تسريع علم تصنيف النباتات هو كتاب "أنواع النباتات" (1753) للينوس. وقد قدم الكتاب قائمة كاملة بأنواع النباتات المعروفة آنذاك في أوروبا، مرتبة لغرض تسهيل التعرف عليها باستخدام عدد وترتيب الأعضاء التناسلية الذكرية والأنثوية للنباتات. ومن بين المجموعات الموجودة في هذا الكتاب، أعلى رتبة لا تزال مستخدمة حتى اليوم هي الجنس. وقد وفّر الاستخدام المتسق للتسمية الثنائية إلى جانب قائمة كاملة لجميع النباتات حافزًا كبيرًا لهذا المجال.
على الرغم من الدقة، فإن تصنيف لينيوس لم يكن سوى دليل تعريف؛ حيث كان يستند إلى الظواهر الشكلية ولم يأخذ بعين الاعتبار العلاقات التطورية بين الأنواع. افترض أن أنواع النباتات قد خلقها الله وأن ما تبقى للبشر هو التعرف عليها واستخدامها (إعادة صياغة مسيحية لـ(scala naturae) أو السلسلة العظيمة للوجود). كان لينيوس على دراية تامة بأن ترتيب الأنواع في كتابه (Species Plantarum) لم يكن نظامًا طبيعيًا، أي أنه لا يعبر عن العلاقات. ومع ذلك، فقد قدم بعض الأفكار حول علاقات النباتات في أماكن أخرى.

## الفترات الحديثة والمعاصرة
أتت مساهمات مهمة في تصنيف النبات من قبل دي جوسيو (مستوحى من عمل ميشال أدانسون) في عام 1789 وشهد أوائل القرن التاسع عشر بداية العمل الذي قام به دي كوندول ، والذي بلغ ذروته في برودروموس (مصطلح يُستخدم في العلوم الطبيعية لوصف منشور تمهيدي يُقصد به أن يكون الأساس لعمل لاحق أكثر شمولاً).
كان لنظرية التطور (نشر تشارلز داروين أصل الأنواع في عام 1859) تأثير كبير على تصنيف النبات، مما أدى إلى هدف تجميع النباتات وفقًا لعلاقاتها النشوئية. أضيف إلى ذلك الاهتمام بتشريح النبات، بمساعدة استخدام المجهر الضوئي وظهور الكيمياء، مما يسمح بتحليل الأيضات الثانوية.
على الرغم من تنظيمها من قبل قواعد دولية، فإن الاستخدام الصارم للنعوت في علم النبات يعتبر حاليًا غير عملي وقديمًا. غالبًا ما يعتمد مفهوم النوع نفسه، وهو وحدة التصنيف الأساسية، على الحدس الذاتي وبالتالي لا يمكن تعريفه بشكل جيد. ونتيجة لذلك، يصبح تقدير إجمالي عدد "الأنواع" الموجودة (يتراوح بين 2 مليون و 100 مليون) مسألة تفضيل.
لقد اتفق العلماء منذ فترة على أن نظام التصنيف الوظيفي والموضوعي يجب أن يعكس العمليات التطورية الفعلية والعلاقات الجينية، لكن الوسائل التكنولوجية لإنشاء مثل هذا النظام لم تكن موجودة حتى وقت قريب. شهدت تقنية الحمض النووي في التسعينيات تقدما هائلا، مما أدى إلى تراكم غير مسبوق لبيانات تسلسل الحمض النووي من جينات مختلفة موجودة في حجرات خلايا النبات. في عام 1998، رسخ تصنيف رائد لحبوب مغطاة البذور (نظام APG) علم الوراثة الجزيئي المقارن (وخاصة التصنيف التفرعي أو النشوئي) كأفضل طريقة متاحة. لأول مرة يمكن قياس الصلة بشروط حقيقية، وهي تشابه الجزيئات المكونة للشيفرة الجينية.

## الجدول الزمني للمنشورات
- ثاوفرسطس. Historia Plantarum.
- ديسقوريدوس. المقالات الخمس.
- أندرياس سيسالبينو (1583). من كتب النباتات XVI.
- جون ري (1686). تاريخ النباتات.
- كارولوس لينيوس (1753). أنواع النباتات.
- ميشال أدانسون (1763). العائلات النباتية. Vincent.
- أنطوان لوران دو جوسيو؛ أنطوان لوران (1789). فئات النباتات ، وفقا لأوامر الترتيبات الطبيعية بالقرب من الطريقة في منطقة حديقة باريس. apud viduam Herissant, typographum, viâ novâ B. M. sub signo Crucis aureæ.
- أوغستان بيرام دو كندول؛ A. P.؛ وآخرون (1824–1873). أوامر المقالات من الخضروات الطبيعية أو أوامر المقاول التعداد ، وأجناس من النباتات لهذه الأشياء ، وفقا لطرق القواعد الطبيعية.
- (بالإنجليزية، مع قائمة الأنظمة منذ عام 1703 (جون راي) حتى عام 1845) جون ليندلي (1846). The Vegetable Kingdom.